# Johnny Winter And
Albums de Johnny Winter
Second Winter
(1969) Live Johnny Winter And 
(1971)
Johnny Winter And, paru en 1970, est le quatrième album studio de Johnny Winter.

## L'album
En 1970, Johnny est rejoint par les membres des McCoys : les frères Richard à la guitare (Rick Derringer) et Randy Zehringer à la batterie et Randy Jo Hobbs à la basse. Ils forment pour quelques mois le groupe Johnny Winter And. Seul album de Johnny sans morceaux de blues, la plupart des titres ont été composés par Winter et Rick Derringer. Dernier album studio avant trois ans pour Johnny qui connaîtra de gros problèmes de drogue et entrera en cure de désintoxication.

## Musiciens
- Johnny Winter : chant, guitare
- Rick Derringer : guitare, chant, chœurs
- Randy Jo Hobbs : basse
- Randy Z : batterie

## Les titres de l'album
| No  | Titre                     | Durée |
| --- | ------------------------- | ----- |
| 1.  | Guess I'll Go Away        | 3:28  |
| 2.  | Ain't That a Kindness     | 3:29  |
| 3.  | No Time to Live           | 4:34  |
| 4.  | Rock and Roll Hoochie Koo | 3:31  |
| 5.  | Am I Here ?               | 3:24  |
| 6.  | Look Up                   | 3:34  |
| 7.  | Prodigal Son              | 4:18  |
| 8.  | On the Limb               | 3:36  |
| 9.  | Let the Music Play        | 3:15  |
| 10. | Nothing Left              | 3:30  |
| 11. | Funky Music               | 4:55  |

## Informations sur le contenu de l'album
- Rock and Roll Hoochie Koo est également sorti en single.
- Rock and Roll Hoochie Koo, Am I Here ?, Look Up, On the Limb et Funky Music ont été composés par Rick Derringer.
- Ain't That a Kindness a été composé par Mark Klingman pour Johnny Winter.
- No Time to Live est une reprise de Traffic (1968).
- Rock and Roll Hoochie Koo figure sur la bande originale du film Génération rebelle (Dazed and Confused) de Richard Linklater (1993).
- Let the Music Play a été composé par Allan Nicholls et Otis Stephens pour Johnny Winter.